# 广岛女子短期大学
广岛女子短期大学（日语：／ Hiroshima Joshi Tanki Daigaku *），简称广女短，是过去一所位于日本广岛县广岛市的公立短期大学。

## 概要

### 简介
- 学校最早可以追溯到1920年[1]。短期大学为于1950年开办[1]、由广岛县经营、招生到1964年、停办于1966年[2]。

### 历史
- 1950年 广岛女子短期大学成立并同时设置四个学科、以下列举。
  - 日文科
  - 社会科
  - 数物科：改名为理数科于1953年
  - 家政科：并同时设置三个专攻、以下列举。
    - 儿童专攻
    - 食物专攻
    - 服装专攻[注 2]
- 1964年 招生最后、次年停止招生（正式停办于1966年3月31日[2]）。合并入广岛女子大学。

## 学校环境
- 校区：在了广岛县广岛市[注 1]

## 历任校长
- 土井忠生：最后短期大学校长[3]。

## 组织

### 学科
- 日文科
- 社会科
- 理数科
- 家政科
  - 儿童专攻
  - 食物专攻
  - 服装专攻[注 2]

### 专科
| - 没有 |

### 业余课程
| - 没有 |

## 相关链接
- 日本短期大学列表
- 广岛县立保健福祉短期大学：已停办
- 广岛农业短期大学：已停办